# Étienne Gilson
Étienne Gilson (Parigi, 13 giugno 1884 – Auxerre, 19 settembre 1978) è stato un filosofo e storico della filosofia francese di ispirazione cattolica. Assieme a Jacques Maritain e Réginald Garrigou-Lagrange è considerato fra i massimi esponenti del neotomismo.

## Biografia
Nato a Parigi da una famiglia cattolica originaria della Borgogna, studiò nel seminario di Notre-Dame-des-Champs e terminò gli studi al liceo Enrico IV.
Gilson fu allievo di Henri Bergson al Collège de France nel 1905 e professore di storia della filosofia all'Università di Strasburgo e professore di storia della filosofia medievale alla Sorbona dal 1921 al 1932 e al Collège de France.
Insegnò anche per tre anni a Harvard. Fu ammesso all'Accademia di Francia nel 1947. Intrattenne un fitto ed interessante rapporto epistolare col filosofo cattolico italiano Augusto del Noce.
Si dedicò soprattutto allo studio della filosofia medievale (sua la monumentale ed illuminante sintesi de "La filosofia nel Medioevo") e contribuì alla rinascita del tomismo. Della breve biografia del teologo medievale ad opera dello scrittore e giornalista inglese Gilbert Keith Chesterton disse che era "senza possibilità di paragone il miglior libro mai scritto su San Tommaso. Nulla di meno del genio può rendere ragione di un tale risultato" (in Maisie Ward, Gilbert Keith Chesterton, London, Sheed & Ward, 1944, pag. 526). Notevoli anche i suoi studi sul Discorso sul metodo del filosofo francese Cartesio. Proprio a partire da Cartesio, egli elaborò una concezione della storia della filosofia che predilige la continuità a scapito della rottura e delle rivoluzioni.
Scrisse anche saggi su sant'Agostino, Pietro Abelardo, san Bonaventura, Giovanni Duns Scoto, Dante e san Tommaso, riconoscendo in quest'ultimo il primo vero esponente di una metafisica dell'essere.

## Opere principali
- La Liberté chez Descartes et la Théologie, Alcan, 1913 (reprint: Vrin, 1982).
- Index scolastico-cartésien, Alcan, 1913 (seconda edizione riveduta: Vrin, 1979).
- Il tomismo. Introduzione alla filosofia di san Tommaso d'Aquino, Vrin 1919 (sesta ed. 1964).
- La filosofia nel Medioevo. Dalle origini patristiche alla fine del XIV secolo. (prima ed. 1922; seconda ed. 1944).
- La filosofia di san Bonaventura, Vrin, 1924.
- René Descartes. Discours de la méthode, texte et commentaire, Vrin, 1925.
- Études sur le rôle de la pensée médiévale dans la formation du système cartésien, Vrin, 1930.
- Le Réalisme méthodique, Téqui, 1935 (trad. it. Il realismo, metodo della filosofia, ed. A. Livi, Leonardo da Vinci 2005).
- Lo spirito della filosofia medievale, Vrin, 1932 (trad. it. 1983).
- L'essere e l'essenza, Vrin 1948.
- lo scritto autobiografico Il filosofo e la teologia, Fayard, 1960 (trad. it. 1966).
- Caro collega ed amico. Lettere di Étienne Gilson ad Augusto del Noce (1964-1969), Cantagalli, 2008.
- Eloisa ed Abelardo, Vrin, 1938.
- Giovanni Duns Scoto, introduzione alle sue posizioni fondamentali, Vrin, 1952.
- Biofilosofia da Aristotele a Darwin e ritorno, Vrin, 1971 (Marietti, 2003).
- Dio e la filosofia, Massimo, 1984.

## Studi
- D. Arbib-F. Marrone (curatore), Gilson et Descartes : à l'occasion du centenaire de ‘La liberté chez Descartes et la théologie’, Lecce, ClioEdu edizioni («Examina philosophica - I quaderni di Alvearium», 2), 2015
- D. Fazio, Ètienne Gilson. Metafisica dell'actus essendi e modernità, Napoli, Editrice Orthotes, 2018.